# Република
Вижте пояснителната страница за други значения на Република.
Република (на латински: res publica – „дело на народа, държавно дело, обществени дела“) представлява форма на държавно управление (както и всяка страна, управлявана по този начин), при която върховната власт се осъществява посредством избрани от населението органи и начело не стои монарх. С течение на времето терминът се развива и под република започва да се разбира именно форма на държавно управление, която е противоположна на монархията. В републиката държавният глава, който се нарича президент се избира за определен мандат и няма елемент на унаследяване. Правителството на една република има определени от конституцията (висшият писан закон) и другите закони на страната правомощия и задължения. Много от днес съществуващите държави са републики и имат именно такова управление. Всички граждани на една република са длъжни да спазват законите независимо от социалното си положение.
Републиката предполага избор на лица, които извършват управлението на държавата. Демокрацията, един пример за която е атинската демокрация, е директно участие на демоса в управлението. Идеята за демокрация не се припокрива задължително с тази за република. Републиканската форма на управление може да включва ограничена форма на демокрация, при която пълните ѝ права се държат само от определена група хора. В някои случаи републиката се проявява и като диктатура. Гай Юлий Цезар е избран за консул на Рим, но Сенатът го провъзгласява за диктатор. Републиката може да е и тоталитарен режим – Хитлер е законно избран канцлер на Германия, но държавата приема тоталитарен характер. Държавите от бившия социалистически лагер са също форма на диктатура. Друг важен орган в републиката е парламентът.
Най-популярната древна република е Римската република, която продължава от 509 до 44 година пр.н.е. В днешни дни държавен глава обикновено е един-единствен човек, президентът. Изключения са Швейцария, която се ръководи от 7-членен съвет, и Сан Марино, където постът се поделя от двама души. В Босна и Херцеговина има колективно тричленно председателство.

## Произход на понятието
От латинската дума rēs pūblica, изписвана и като rēspūblica, със значения буквално „делата на обществото“, също и „народовластие“, и съставена от своя страна от res – „нещо, дело“, и pūblica – „обществен“; pūblica от своя страна е формата в женски род на publicus – „това, което принадлежи на людете, Държавата, общност“, съкратено от populicus, от populus – „народ, общност от люде, людете“.

## Републиката в политическата теория
В по-разширеното си съвременно значение републиката се свързва с провеждането на политика, която поставя акцента върху демократичното управление, политическото участие и политическата активност. Републиканизмът представлява традиция в политическата теория, която е близка именно до това разбиране за републиката и се застъпва за републиката като форма на държавно управление. Държавното управление в републиката се стреми към запазване на политическата стабилност и защита на общото благо. Според републиканизма публичната власт е резултат на общите действия, на участието на всички граждани. Затова се придава особено значение на активната роля в политическите процеси на различните елементи в държавата. Гражданите в републиката трябва да са публично ангажирани, да притежават гражданско съзнание и да се включват активно в живота на страната. партиите трябва да се включват в политическия процес и защитата на републиката. При различни обстоятелства може да се променя конкретното проявление на тези отговорности, но гражданската активност и ротацията на политическите длъжности остават възлови, като често към това се включва и военното обучение на гражданите.

## Произход на термина
В Средновековието, в Северна Италия голям брой градове-държави имат управления на основата на община или синьория. В Късното Средновековие, писатели като Джовани Вилани, започват да размишляват върху характера на тези държави и различията им с по-често срещаните монархии. Те използват термини като libertas populi, свободни хора, за да опишат държавите. Терминологията се променя през 15 век с подновения интерес към творбите на Древна Гърция и Рим, и авторите повече предпочитат да използват класическата терминология. За да опишат немонархическите държави, писателите, най-вече Леонардо Бруни, възприемат латинската дума res publica.
Докато Бруни и Макиавели използват думата за означаване на страни от Северна Италия, които не са били монархии, терминът res publica има и други значения в оригинал на латински – може буквално да се преведе като „обществени дела“. Терминът е най-често използван от писателите в Древен Рим по отношение на държавата и управлението ѝ, дори и по време на периода на Римската империя.
Днес терминът република все още най-често означава система на управление, която произтича от хората, а не е основана на някаква друга причина като наследственост или божествено право. Това е основната дефиниция на републиката в повечето контексти.
Този двустранно разделение на видовете управление се различава от класическите източници, а и от по-ранните собствени произведения на Макиавели, който разделя управленията на три вида: монархия, аристокрация и демокрация. Както Макиавели пише, различията между аристокрацията, управлявана от избран елит и демокрацията, управлявана от съвет, назначаван от хората, са станали твърде обременителни. По времето, когато Макиавели започва работата си по Принцът, той решава да се позове както на аристокрации, така и на демокрации като републики.
Допълнителни значения на термина идват от гръцката дума politeia. Цицерон, наред с други латински писатели, превежда politeia като res publica, което на свой ред е преведено от учените през Ренесанса като  република. Терминът politeia днес обикновено се превежда като „форма на управление“, „държавно устройство“ или „режим“. Продължителна употреба на този архаичен превод е заглавието на основната работа на Платон по изучаването на политиката. На гръцки език, творбата е озаглавена Politeia и на български е известна като „Държавата“, а на английски – като „Републиката“.

## История
В днешно време повечето страни по света са републики. Макар че републиката се счита за съвременна форма на властта и синоним на демокрация, това мнение е грешно, тъй като е основано на това, че в миналото е имало повече държавни образувания с монархическа форма на управление, в които властта се е предавала по наследство.
В миналото републиките са били доста разнообразни, така че е трудно да се обхванат всички с едно точно определение. Във всеки случай, необходимо е точно да се разграничи републиканския строй от първобитното анархическо състояние при родовия бит, където няма никаква организирана власт, и следователно няма и държава. Тези човешки общности, които възникват при ранните култури и могат да се нарекат държави, представляват смесица от елементи на монархия и република. Такива, например, са държавите, описани в „Илиада“ и „Одисея“, такава е древноеврейската държава през първите столетия след спасението от Египет, такъв е Рим в първите столетия от историческото си съществуване, и т.н. Обикновено, подобни държави се считат за монархии, но в действителност властта на народното събрание е толкова голяма, че има влияние при избора на държавния лидер, който първоначално даже не предава властта си по наследство, а ролята на монарха, с изключение при военно време, е силно ограничена. От подобни неопределени държавни форми се образуват монархиите в древния Изток, а в Гърция и Рим – републики.
Античните републики (гръцките и римската) са два вида, толкова отличаващи се една от друга, че създателят на първата научна класификация на държавите, Аристотел, ги поставя отделно като самостоятелни държавни форми, наред с третата, монархията. Тези две форми са аристокрацията и демокрацията; наред с тях самостоятелно значение има олигархията, според Аристотел – изродена форма на аристокрацията. Римските писатели по държавно право (Полибий) също не прокарват граници между република и монархия, като във всекидневния език думата република означава просто държавата.
В демократичните републики суверенитетът принадлежи на народа, т.е. на всички свободни възрастни граждани от мъжки пол, ползващи се с правата на гражданството; върховната законодателна и контролираща власт е в ръцете на всенародно събрание, което избира всички важни длъжностни лица в държавата; фактически при такива условия властта често отива при най-изкусните оратори, умеещи да увличат тълпата (т.н. демагози). При аристокрациите и олигархиите властта принадлежи само на привилегированите съсловия. Съвършено чисти форми на демократична или аристократична република няма; съществуват държави с преобладаване на единия или другия елемент, между които, в цялата история на гръцките и римската република, се води ожесточена борба – отначало преобладават аристокрациите, после демократичния елемент започва да придобива все по-голямо значение. Републиканският строй на античността се характеризира със следните три черти, които рязко го отличават от републиките от Новото и Най-новото време:
- Всички антични републики се крепят върху робството; политическите и даже гражданските права принадлежат само на свободните граждани. По средата между робите и свободните са чужденците.
- Интересите на държавата стоят по-високо от правата на отделната личност. Дори и в най-свободните и демократични републики, личната свобода е силно ограничена, притежанието от държавата на човешката личност е извънредно голямо – като член на народното събрание, отделният човек има законодателна и избирателна власт, но сам по себе не се ползва с никакви неотменими права.
- Античните републики са непосредствени (в противоположност на днешните представителни), тоест държавните дела се решават на събранията на всички граждани.

След края на античните републики, в Европа се установяват строго монархически режими, но през Средновековието отново възникват голям брой републики, като например, швейцарските общини, свободните градове в Германия (Хамбург, Бремен, Любек), Запорожката Сеч в Приднепровието и др. Към тях могат са се причислят италианските държави, дори Венеция и Генуа, в които, в лицето на дожовете, е избиран пожизнено глава на изпълнителната власт; там напълно властва аристокрацията. Демократични републики са само някои швейцарски общини или кантони (Цюрих и др.). От всички тези републики, до днес са съхранили републиканското си устройство само швейцарските кантони, обединени в Швейцарската конфедерация, и една незначителна по територия и значение република – Сан Марино (от 301 г.). Градът-държава Дубровник, основан през 14 век, съхранява суверенитета си до 1808 г.
На територията на съвременна Русия дълго време съществуват Новгородската и Псковската република, както и Ветската земя, в която основен орган на властта е вечето, а нейното съществуване продължава чак до присъединяването на земите към Москва.
В края на Средновековието, в Европа се появяват нови републики – когато голям брой малки държави приема републиканските системи на управление. Това са обикновено малки, но богати търговски държави, като италианските градове и Ханзата, в които класата на търговците е приела водеща роля. Кнуд Хааконсен отбелязва, че от времето на италианския Ренесанс, Европа като форми на управление се разделя – държавите, контролирани от поземления елит са монархии, а тези, контролирани от търговския елит са републики.
В Европа се развива богата търговска класа във важните търговски градове. Въпреки богатството си, по време на феодалната система, доминирана от собствениците на обработваема земя, тя има малко власт. В цяла Европа търговската класа започва да пледира за собствени привилегии и правомощия. Все повече централизирани държави, като например Франция и Англия, гарантират ограничени права на градовете.
В по-хлабаво управляваната Свещена Римска империя, 51 от най-големите градове стават свободни имперски градове. Докато все още формално са под властта на императора, те придобиват по-голяма сила на местно ниво и много от тях приемат републиканските форми на управление. Същите права са дадени на най-големите търговски градове на Швейцария. За разлика от Италия и Германия, по-голямата част от селските райони в Швейцария не се контролира от феодални барони, а от независими земеделски производители, които също използват общи форми на управление. Когато Хабсбургите опитват да възстановят контрола си над региона, и селските производители, и търговците в градовете се присъединяват към бунта. Швейцарският народ побеждава и обявява Швейцарската конфедерация, като републиканската форма на управление е запазена до наши дни.
Италия през Средновековието е най-гъсто населения район на Европа, а също и с най-слабото централно правителство. Много от градовете печелят значителна независимост и приемат форми на управление, характерни за средновековните общини. Напълно освободени от феодален контрол, италианските градове-държави се разширяват, печелейки контрол над селската вътрешност на страната. Двете най-могъщи държави са република Венеция и съперничещата ѝ република Генуа. И двете са големи търговски пристанища и допълнително се разрастват с помощта на военноморските си флотове, които контролират големи части от Средиземно море. Именно в Италия за първи път се развива идеологията, която се застъпва за републиката. Писатели като Вартоломю от Лука, Брунето Латини, Марсилий от Падуа и Леонардо Бруни виждат средновековните градове-държави като наследници на Гърция и Рим.
Докато класическите автори са основния идеологически източник за републиките на Италия, в Северна Европа, като оправдание за създаването на нови републики започва да се използва протестантската Реформация. Най-важна е калвинистката теология, която се развива в Швейцарската конфедерация, една от най-големите и най-могъщи средновековни републики. Жан Калвин не апелира за премахването на монархията, а развива доктрината, че вярващите имат право да свалят нерелигиозни монарси. Калвинизмът също така поддържа ожесточен егалитаризъм и противопоставянето на йерархията. Застъпничество за републиката се появява в писанията на хугенотите през френските религиозни войни.
Калвинизмът играе важна роля в републиканските бунтове в Англия и Холандия. Подобно на градовете-държави на Италия и Ханзата, които са важни търговски центрове, и двете развиват търговска класа, просперираща от търговията с Новия свят. Големи части от населението на двете държави възприема калвинизма. Холандското въстание, започнало през 1568 година, отхвърля върховенството на Хабсбургска Испания в конфликт, който продължава до 1648 г.
През Новото време възникват много нови републики; такива са преди всичко английските колонии в Америка, които по вътрешните си дела имат характер на републики още при английското господство, а през 18 век се отделят от Англия и образуват свободния републикански съюз Съединени американски щати. След Френската революция, Франция преминава към републикански строй, след което за известно време е възстановена монархическата форма на управление.
В течение на 19 век, в цяла Южна и Централна Америка, включително остров Хаити, са образувани редица републики, а през втората половина на 20 век републики стават бившите африкански колонии на европейските държави. Към 2005 г. от 190 държави в света, 140 са републики.

## Система на управление
Системата на управление в съвременните републики най-общо е същата, каквато е и в съвременните конституционни монархии с всеобщо гласуване; не може да се уточни ни една функция, която съществува в републиката и която да не е принцип на държавното устройство на конституционната монархия или обратно, с изключение на това, че начело на изпълнителната власт в републиката се избира човек за определен срок, в повечето републики наричан президент. Размерът на президентската власт, както и размерът на власт на монарха, варира в зависимост от това дали дадената държава е парламентарна, или само представителна, тоест дали министрите са отговорни пред парламента, или само пред държавния глава. Следователно принципна разлика между компетенциите на монарха и на президента на републиката няма – би било погрешно да се каже, че властта на президента е по-голяма от тази на монарха. Единствената съществена разлика между тях се заключава в избираемостта на първия и предаването на титула при втория, макар че президентът на републиката може да бъде даден под съд за извършено престъпление, а монархът – не.
Заедно с конституционния характер на съвременните републики това води до това, че различието между конституционните монархии и републиките е значително по-малко от разликата между конституционните и неограничените монархии. В резултат на това в днешно време по-правилно би било да се прави разграничение между тоталитарни и конституционни държави, отколкото между монархии и републики. Това прави и Кант, който разделя държавите на деспотични и републики – в последните поданиците са в същото време и граждани, тоест субекти на политическите права, докато в първите са само техни обекти. Класификацията на Кант е неудобна единствено поради непривичната употреба на термините. В повечето съвременни републики държавният глава (основно президент) се избира чрез всеобщи преки избори от гражданите (в САЩ – на два етапа) или от всенародно избран парламент. Държавният глава управлява чрез назначени служители (министри и др.). Властта на държавния глава е до различна степен ограничена и от Конституцията – от големите пълномощия в САЩ, Русия, Франция до чисто церемониално-представителните функции в Австрия, Германия или Италия.
За разлика от средновековните републики, в много съвременни демократични държави ограничени са не само сроковете на мандата на президента, но също така и броя на мандатите. Също така е ограничена, макар и в различна степен, властта на президента. Право на глас в републиките имат всички граждани на страната. За сравнение във Венецианската република дожът е избиран пожизнено и то не от всички граждани, и също така е имал на практика неограничени правомощия. Въпреки това, дори и в днешно време, в някои страни изборите не са всеобщи. В ЮАР до 1990-те години не са имали право да гласуват негрите и мулатите.
В републиките е отменена институцията на благородниците. Всички граждани имат равни права, но не всички жители, дори да са родени в страната, имат гражданство. В някои републики има пожизнени сенатори (Италия, Франция), но мястото им не се предава по наследство.
Законодателната власт (с изключение на непосредствените републики) принадлежи на парламента, който се състои от една или две камари – и в двата случая Камарата на депутатите се избира на общо гласуване, горната палата се избира по специален начин, но също така се намира в зависимост от всеобщия брой на гласовете. Най-важните въпроси се решават с референдум.
Съдебната власт е отделена от изпълнителната и законодателната власт.
По този начин се управляват по-голямата част от съвременните републики. В Андора законодателната власт принадлежи на Генерален съвет: президентът на съвета е заедно с това и президент на републиката. Съвършено оригинална е идеята при нито олигархическата, нито аристократическа република Сан Марино, в която законодателната власт принадлежи на Генерален съвет (Generale Consiglio Principe) от 60 пожизнени членове, от които 20 са от аристокрацията, 20 са граждани на града, и 20 – селски земевладелци. Освободените места се заменят от самия съвет. Изпълнителната власт принадлежи на двама Capitani Reggenti, избирани за шестмесечен срок от средите на съвета: един от тях трябва да бъде от аристокрацията.

## Видове републики

### Президентска република
Президентската република е форма на държавно управление, при която президентът има широки правомощия в държавното управление. В неговите ръце са съсредоточени както функциите на държавен глава, така и тези на министър-председател. Тази система на управление се нарича дуалистична република, изпълнителната власт е съсредоточена в президента, а законодателната – в парламента. Пример за президентска република са САЩ, Мексико, Бразилия и други.

### Полупрезидентска република
Полупрезидентската република е форма на държавно управление, което обединява в себе си черти както на президентската, така и на парламентарната република. Характерно за полупрезидентската република е извънпарламентарният начин на сформиране на правителството, при която парламентът няма право да гласува вот на недоверие. От друга страна президентът има право да разпуска парламента.
Към полупрезидентския тип на държавно устройство спадат Франция, Исландия, Ирландия, Русия и други.

### Парламентарна република
Парламентарната република е форма на държавно управление, при която начело на държавата е избрано длъжностно лице, назначено с определен мандат. Водеща роля в управлението на държавата обаче има парламентът. Президентът може да има само представителни функции, но също така комбинация от представителни и ограничени управленчески. Участието на президента при съставяне на правителството е формално. Примери за парламентарна република са България, Турция, Албания и други.

### Федерална република
Федералната република е форма на управление на държавата, при която самата държава има най-малко участие в това управление. Тя делегира правата и задълженията си на свои подразделения – кантони, щати, региони, префектури, като следи за изпълнение на някои от гласуваните на федерално равнище ангажименти.
Федералната република е най-демократичната форма на управление с най-голяма самостоятелност на отделните свои подразделения. Контролът на отделните подразделения на държавата е само при изпълнение на федералните ангажименти. САЩ са пример на федерална република, а преди това – СССР.

### Съветска република
Съветската република е особена разновидност на републиканската форма на управление, основата на която се състои от представителни органи – съвети: Съвет на народните депутати, Съвет на депутатите на трудещите се, Съвет на работническите депутати, Съвет на войнишките депутати, Съвет на селските депутати и така нататък. Съветската република има своя избирателна система и набор от свободи и права. Цялата власт принадлежи на съветите, които са на различни йерархични нива. Не се признава принципът на разделение на властите, в сила е принципът на демократическия централизъм. Функциите на парламента се изпълняват от самите съвети. Няма разлика между държавните органи и органите за местно управление. Най-висшият орган в държавата е Президиумът на съветите.

### Ислямска република
Ислямската република е разпространена в Близкия изток форма на теократическо или близко до него държавно устройство, при което роля в управлението играе ислямското духовенство (в Иран, където тези принципи се спазват най-последователно, фактически главата на държавата е висшият по ранг ислямски религиозен деятел). Представлява компромис между традиционната ислямска монархия (така или иначе възходяща към принципа на халифата или националните традиции) и европейския принцип на републикански строй. Не е ясна разликата между ислямска република и ислямска монархия като Саудитска Арабия. Още по-неясна е разликата в законите. Не би трябвало да се смесват религиозната доктрина, устройството на правителството и законовото право. Към ислямските републики се отнася преди всичко Иран, а също така Афганистан, Коморските острови, Мавритания и Пакистан.

### Народна република
Народна република е названието на някои форми на републиканско управление. Появява се в началото на 20 век в някои националистически държави. През 1920-те години се появяват просъветските Монголска и Тувинска народни републики.
След 1945 година се използва в наименованието на много държави с марксистко-ленинистки режим, така например Народна република България и Румънска народна република. Много от тези страни са наречени социалистически държави в конституциите си. Има и мнения, че думата народна е вмъкната в заглавието с пропагандна цел. Днес Китайската народна република е единствената марксистко-ленинистка държава, която използва в името си „народна“, две други държави също съдържат думата „народна“ в пълното си име: Лаоска народнодемократична република и Корейска народнодемократична република.

## Други
На републиката е наречена улица в София (Карта).